# Gyushi
Le Gyushi, Gyüshyi ou aussi écrit Gyüzhi et rGyud-bZhi (tibétain : རྒྱུད་བཞི, Wylie : rgyud bzhi, THL : gyüshyi), traduit « Quatre Tantras Médicaux »  est un traité de médecine tibétaine écrit par Chandranandana en sanskrit dans la continuité de l'ayurveda classique, enrichi par les siddhas indiens bouddhistes et qu'il donna au traducteur tibétain Vairotsana. 
Sa datation exacte est discutée : du Ve siècle apr. J.C pour la version primitive en sanskrit, au XVIIe siècle pour la version définitive tibétaine.

## Histoire du texte
Au VIIIe siècle, envoyé en Inde, Vairotsana a traduit l'ouvrage sanskrit, aujourd'hui disparu, en tibétain sous le nom de rGyud-bZhi. Les « Quatre Tantras Médicaux » est l'ouvrage principal de la médecine tibétaine traditionnelle. S'il n'est pas possible de vérifier l'exactitude de la traduction, l'ouvrage tibétain recouvre une importance d'autant plus grande qu'il a été conservé jusqu'à nos jours,,. 
Yutok Yonten Gonpo, dit l'ancien (708-833), médecin renommé reçut de Vairotsana les « Quatre Tantras Médicaux », y intégrant différents éléments des médecines d'Asie, en particulier celles de Perse, de l'Inde et de la Chine. Cet ouvrage comprend un total de 156 chapitres. Il fut modifié et complété par les générations suivantes.
Yuthok Yonten Gonpo, le jeune né en 1126 et 13e descendant de Yutok Yonten Gonpo, considéré comme l'un des plus grands médecins depuis son ancêtre, étudia longuement la médecine, notamment en Inde et au Népal, il aurait remanié le rGyud-bZhi.
Finalement, au XVIIe siècle, le régent Sangyé Gyatso rassembla les versions et copies disponibles pour les mettre en ordre, les compléter et remplacer le vocabulaire ancien par un plus moderne. Sangyé Gyatso est lui-même auteur d'un commentaire, le Vaidurya sngon-po (Béryl Bleu), clarifiant les passages difficiles du Gyushi.
Le médecin tibétain Zurkharwa Lodro Gyalpo (1509-1579) est associé à une controverse sur l'origine indienne du Gyushi.

## Présentation et contenu
Comme les autres livres tibétains, il s'agit de manuscrits ou d'imprimés par xylographie sur des feuilles rectangulaires insérées sans reliure entre deux planchettes de bois.
Le titre complet du Gyushi est : Bdud-rtsi snying-po yan-lag brgyad-pa gsang-ba man-ngag gi rgyud (« Traité de l'Instruction secrète aux huit branches, essence d'ambroisie »).
Il contient l'enseignement donné par le buddha « Maître spirituel de médecine » (Sman bla) dans le pays mythique de Lta-na-sdug. Il s'agit d'un dialogue entre deux Sages inspirés où le Sage « Connaissance de la science » répond aux questions du Sage « Né de l'esprit ».
La plus grande partie se présente sous une forme versifiée avec des strophes de 4 pieds, chaque pied étant composé de neuf syllabes. L'ouvrage se compose de quatre volumes :
1. Rtsa-ba'i rgyud (Traité de Base) : résumé synthétique de la science médicale, en 6 chapitres sur 11 folios.
2. Bshad-pa'i rgyud (Traité Explicatif) : généralités sur l'anatomie, l'embryologie, la physiopathologie, la pathologie et la thérapeutique, en 31 chapitres sur 43 folios.
3. Man-ngag rgyud (Traité des Instructions) : applications du traité précédent à chaque type de maladie en 92 chapitres sur 275 folios.
4. Phyi-ma'i rgyud (Traité Final) : techniques diagnostiques et thérapeutiques, en 27 chapitres sur 67 folios.

Le texte versifié présente plusieurs passages obscurs, par manque de mots, « il semble avoir été amputé pour les besoins de la prosodie ». Aussi le Gyüshi ne peut être isolé de son commentaire, le Vaidurya sngon-po (« Aigue-marine» ou Beryl bleu), rédigé au XVIIe siècle.
La base du traité vient principalement de la médecine indienne.  avec des éléments de médecine chinoise (prise des pouls, moxibustion, classification des viscères en organes creux et pleins). On y trouve aussi des éléments proprement tibétains comme l'examen des urines qui, selon Fernand Meyer, n'a pas d'équivalent en médecine indienne ou chinoise. L'examen des urines ou uroscopie existait aussi en Occident médiéval.

## Réception en Occident
En 1835, Alexander Csoma de Koros publie une analyse du « Quadruple Traité », traduction de notes fournies par son professeur de tibétain, le lama Sangs-rgyas Phun-tshogs. L'analyse est assez exacte, ne contenant que quelques erreurs de détail.
En 1898 et 1903, Badmaev, médecin d'origine bouriate, publie une traduction russe de la version mongole du rGyud-bZhi. Il est suivi par plusieurs auteurs russes.
Des traductions françaises partielles sont publiées par Jean Filliozat en 1937 et 1954.
Des traductions anglaises sont effectuées par C. Vogel (1965) et R.E. Emmerick (1973), et en allemand par Elisabeth Finckh (1975).